# Malcolm Max
Malcolm Max ist der Titel und zugleich Hauptfigur einer Reihe deutschsprachiger Hörspiele sowie Comics. Die Figur wurde von dem Autor Peter Mennigen erfunden.

## Inhalt
Die Reihe handelt von dem im späten 19. Jahrhundert im viktorianischen London lebenden Dämonenjäger Malcolm Max, der im Dienste der Geheimloge „Custodes Lucis“ (dt. Hüter des Lichts) gegen das Übernatürliche kämpft. Unterstützt wird er dabei von der Halbvampirin Charisma.
Die ersten sieben Hörspiele bilden den Zyklus der „Schwarzen Engel“, in dem Malcolm und Charisma sich kennenlernen und die Herkunft Malcolms gelüftet wird. Der erste Comic ist zeitlich nach den Hörspielen angesiedelt.

## Hintergrund
Im Jahr 2008 plante der Verlag Tigerpress eine Neuauflage des Comics Gespenster Geschichten, für die man als Beilage zum Heft eine Reihe von Hörspielen produzieren wollte. Der Autor Peter Mennigen wurde mit der Entwicklung einer entsprechenden Serie beauftragt, wobei man ihm weitgehende Freiheiten bei der Gestaltung einräumte. Mennigen erdachte daraufhin die Figur des Malcolm Max.
Nach nur zwei veröffentlichten Malcolm-Max-Hörspielen schloss Tigerpress im Jahr 2009, die Rechte an der Figur verblieben beim Autor. Der Verleger Joachim Otto vom Verlag Romantruhe nahm Kontakt zum Graceland Studio auf, das die ersten beiden Hörspiele produziert hatte, und äußerte Interesse an einer Fortführung der Reihe. Seit 2011 werden neue Hörspiele von Malcom Max innerhalb der Serie Geister-Schocker von Romantruhe Audio veröffentlicht. Als Beilage zu den Hörspielen wurden drei Hörbücher veröffentlicht.
Am 1. März 2013 erschien der erste Comic aus der Reihe Malcolm Max im Splitter-Verlag. Autor ist wie bei den Hörspielen Peter Mennigen, die Zeichnungen stammen von Ingo Römling. Im November 2019 wurde zudem ein Spin-off-Band des Comics mit vier Abenteuern der Schwestern Emmeline und Miranda Finch veröffentlicht. Die beiden Mädchen sind Halbwaisen, die Malcolm Max bei sich aufnahm und die zuvor als Nachbarn von Sherlock Holmes viel über Detektivarbeit gelernt haben.

## Veröffentlichungen

### Hörspiele
1. Im Banne der Untoten (2008)
2. Blutnächte in Whitechapel (2008)
3. Tod in Paris (2011) (Geister-Schocker Folge 15)
4. Venedig sehen und sterben (2012) (Geister-Schocker Folge 26)
5. Im Höllensumpf der Kannibalen (2012) (Geister-Schocker Folge 29)
6. Totengeflüster (2013) (Geister-Schocker Folge 40)
7. Blutsbande (2015) (Geister-Schocker Folge 51)

### Hörbücher
1. Das Ultimatum (2012)
2. Die Kammer (2013)
3. Knochen (2015)

### Comics
1. Body Snatchers (2013)
2. Auferstehung (2014)
3. Nightfall (2016)
4. Blutrausch (2019)
5. Die Schwesternschaft der Nacht (2022)
6. Der Kannibale von London (2023)

### Comic-Spin-off
1. Die Fälle von Emmeline und Miranda Finch: Der kopflose Reiter und weitere kuriose Geschichten (2019)